# Rallye Norwegen 2009
Die Rallye Norwegen war der zweite von 12 FIA-Weltmeisterschaftsläufen 2009. Die Rallye bestand aus 23 Wertungsprüfungen und wurde zwischen dem 12. und dem 15. Februar gefahren.

## Bericht
Die Rallye wurde auf Eis und Schnee gefahren zwischen den Städten Oslo und Hamar. Sébastien Loeb (Citroën) und Mikko Hirvonen (Ford) hatten sich bei arktischen Temperaturen das ganze Wochenende über ein Duell geliefert im Sekundenbereich und auf verschneiten Straßen. Dabei musste Loeb an allen drei Tagen als Erster auf die Wertungsprüfungen. Hirvonen hatte zwar am Freitag die Führung übernommen, ließ sich aber am gleichen Tag, aus taktischen Gründen, hinter Loeb zurückfallen. Dieser Plan ging nicht auf. Hirvonen konnte den amtierenden Weltmeister zwar an den nächsten beiden Tagen unter Druck setzen, kam aber nicht mehr an ihm vorbei. Die Entscheidung über den Sieg fiel erst in der letzten Prüfung zu Gunsten von Loeb. Jari-Matti Latvala (Ford) konnte das Tempo von Loeb und Hirvonen nicht mithalten und er musste sich, etwas enttäuscht, mit dem dritten Rang zufriedengeben. Auf Rang vier beendete der einheimische Henning Solberg (Ford) die Rallye Norwegen. Er hatte am Freitag verhalten die Rallye begonnen, konnte sich am Samstag auf Platz vier vorarbeiten und diesen bis ins Ziel halten.
Patrik Sandell mit Beifahrer Emil Axelsson (Skoda), gewann in der PWRC-Wertung mit einem Start-Ziel-Sieg. Für Sandell war vor allem der Schlusstag der Rallye schwierig. Mit über zwei Minuten Vorsprung gestartet hatte er in der 18. Wertungsprüfung einen Dreher, bei dem er über eine halbe Minute verlor. Dazu drehte der Motor auf langen Geraden nicht mehr in die höchsten Drehzahlen. Bis ins Ziel blieben 44,1 Sekunden Vorsprung auf Eyvind Brynildsen.

## Klassifikationen

### Endresultat
| Pos    | Fahrer             | Beifahrer         | Auto                           | Zeit      | Rückstand | Punkte |
| WRC    | WRC                | WRC               | WRC                            | WRC       | WRC       | WRC    |
| ------ | ------------------ | ----------------- | ------------------------------ | --------- | --------- | ------ |
| 1      | Sébastien Loeb     | Daniel Elena      | Citroën C4 WRC                 | 3:28:15.9 | 0:00.0    | 10     |
| 2      | Mikko Hirvonen     | Jarmo Lehtinen    | Ford Focus RS WRC              | 3:28:25.7 | 0:09.8    | 8      |
| 3      | Jari-Matti Latvala | Miikka Anttila    | Ford Focus RS WRC              | 3:29:37.7 | 1:21.8    | 6      |
| 4      | Henning Solberg    | Cato Menkerud     | Ford Focus RS WRC              | 3:31:49.4 | 3:33.5    | 5      |
| 5      | Dani Sordo         | Marc Marti        | Citroën C4 WRC                 | 3:32:07.9 | 3:52.0    | 4      |
| 6      | Petter Solberg     | Phil Mills        | Citroën Xsara WRC              | 3:34:41.3 | 6:25.4    | 3      |
| 7      | Matthew Wilson     | Scott Martin      | Ford Focus RS WRC              | 3:34:51.5 | 6:35.6    | 2      |
| 8      | Urmo Aava          | Kuldar Sikk       | Ford Focus RS WRC              | 3:35:05.0 | 6:49.1    | 1      |
| PWRC   |                    |                   |                                |           |           |        |
| 1 (13) | Patrik Sandell     | Emil Axelsson     | Škoda Fabia Super 2000         | 3:49:43.6 | 0:00.0    | 10     |
| 2 (14) | Eyvind Brynildsen  | Denis Giraudet    | Mitsubishi Lancer Evo IX       | 3:50:27.7 | 0:44.1    | 8      |
| 3 (16) | Martin Prokop      | Jan Tománek       | Mitsubishi Lancer Evo IX       | 3:52:40.3 | 2:56.7    | 6      |
| 4 (17) | Armindo Araujo     | Miguel Ramalho    | Mitsubishi Lancer Evo IX       | 3:53:40.6 | 3:57.0    | 5      |
| 5 (18) | Andis Neiksans     | Peteris Dzirkals  | Mitsubishi Lancer Evo IX       | 4:00:23.5 | 10:39.9   | 4      |
| 6 (20) | Jaromir Tarabus    | Daniel Trunkat    | Fiat Abarth Grande Punto S2000 | 4:02:33.1 | 12:49.5   | 3      |
| 7 (26) | Patrik Flodin      | Göran Bergsten    | Subaru Impreza WRX STI         | 4:10:01.1 | 20:17.5   | 2      |
| 8 (30) | Frederic Sauvan    | Thibault Gorczyca | Mitsubishi Lancer Evo IX       | 4:24:48.0 | 35:04.4   | 1      |

### Wertungsprüfungen
| Tag                                | WP            | Name     | Länge   | Start                | Gewinner           | Beifahrer         | Auto              | Zeit    | Ø km/h         | Leader         |
| ---------------------------------- | ------------- | -------- | ------- | -------------------- | ------------------ | ----------------- | ----------------- | ------- | -------------- | -------------- |
| Tag 1 (12. Feb.)                   | WP1           | Oslo     | 1,92 km | 20:00                | Petter Solberg     | Phil Mills        | Citroën Xsara WRC | 01:32.8 | 74,5           | Petter Solberg |
| Tag 2 (13. Feb.)                   |               |          |         |                      |                    |                   |                   |         |                | Petter Solberg |
| Service Hamar, 07:10 Uhr (15 Min.) |               |          |         |                      |                    |                   |                   |         |                | Petter Solberg |
| WP2                                | Opaker 1      | 14,62 km | 09:03   | Mikko Hirvonen       | Jarmo Lehtinen     | Ford Focus RS WRC | 08:06.0           | 108,3   | Mikko Hirvonen |                |
| WP3                                | Kirkenær 1    | 8,0 km   | 09:36   | Sébastien Loeb       | Daniel Elena       | Citroën C4 WRC    | 06:36.8           | 72,6    | Sébastien Loeb |                |
| WP4                                | Finnskogen 1  | 20,87 km | 10:11   | Mikko Hirvonen       | Jarmo Lehtinen     | Ford Focus RS WRC | 11:55.4           | 105,0   | Mikko Hirvonen |                |
| WP5                                | Kongsvinger 1 | 13,45 km | 11:09   | Mikko Hirvonen       | Jarmo Lehtinen     | Ford Focus RS WRC | 08:56.9           | 90,2    | Mikko Hirvonen |                |
| WP6                                | Opaker 2      | 14,62 km | 12:51   | Per-Gunnar Andersson | Anders Fredriksson | Škoda Fabia WRC   | 08:11.2           | 107,1   | Mikko Hirvonen |                |
| WP7                                | Finnskogen 2  | 20,87 km | 13:51   | Per-Gunnar Andersson | Anders Fredriksson | Škoda Fabia WRC   | 11:58.9           | 104,5   | Mikko Hirvonen |                |
| WP8                                | Kongsvinger 2 | 13,45 km | 14:45   | Mikko Hirvonen       | Jarmo Lehtinen     | Ford Focus RS WRC | 09:10.3           | 88,0    | Mikko Hirvonen |                |
| WP9                                | Kirkenær 2    | 8,0 km   | 15:46   | Sébastien Loeb       | Daniel Elena       | Citroën C4 WRC    | 06:55.0           | 69,46   | Sébastien Loeb |                |
| Service Hamar, 17:33 Uhr (45 Min.) |               |          |         |                      |                    |                   |                   |         | Sébastien Loeb |                |
| Tag 3 (14. Feb.)                   |               |          |         |                      |                    |                   |                   |         | Sébastien Loeb |                |
| Service Hamar, 06:30 Uhr (15 Min.) |               |          |         |                      |                    |                   |                   |         | Sébastien Loeb |                |
| WP10                               | Mountain 1    | 24,36 km | 07:53   | Sébastien Loeb       | Daniel Elena       | Citroën C4 WRC    | 12:43.3           | 114,9   | Sébastien Loeb |                |
| WP11                               | Lillehammer 1 | 6,78 km  | 08:58   | Sébastien Loeb       | Daniel Elena       | Citroën C4 WRC    | 05:04.8           | 80,1    | Sébastien Loeb |                |
| WP12                               | Ringsaker 1   | 27,29 km | 09:58   | Sébastien Loeb       | Daniel Elena       | Citroën C4 WRC    | 14:30.8           | 112,8   | Sébastien Loeb |                |
| WP13                               | Hamar 1       | 1,15 km  | 11:04   | Sébastien Loeb       | Daniel Elena       | Citroën C4 WRC    | 01:11.8           | 57,7    | Sébastien Loeb |                |
| Service Hamar, 11:31 Uhr (15 Min.) |               |          |         |                      |                    |                   |                   |         | Sébastien Loeb |                |
| WP14                               | Mountain 2    | 24,36 km | 13:15   | Henning Solberg      | Cato Menkerud      | Ford Focus RS WRC | 13:13.4           | 110,5   | Sébastien Loeb |                |
| WP15                               | Lillehammer 2 | 6,78 km  | 14:20   | Jari-Matti Latvala   | Miikka Anttila     | Ford Focus RS WRC | 05:15.3           | 77,4    | Sébastien Loeb |                |
| WP16                               | Ringsaker 2   | 27,29 km | 15:20   | Jari-Matti Latvala   | Miikka Anttila     | Ford Focus RS WRC | 15:06.7           | 108,4   | Sébastien Loeb |                |
| WP17                               | Hamar 2       | 1,15 km  | 16:26   | Sébastien Loeb       | Daniel Elena       | Citroën C4 WRC    | 01:14.1           | 55,9    | Sébastien Loeb |                |
| Service Hamar, 16:37 Uhr (45 Min.) |               |          |         |                      |                    |                   |                   |         | Sébastien Loeb |                |
| Tag 4 (15. Feb.)                   |               |          |         |                      |                    |                   |                   |         | Sébastien Loeb |                |
| Service Hamar, 06:30 Uhr (15 Min.) |               |          |         |                      |                    |                   |                   |         | Sébastien Loeb |                |
| WP18                               | Våler 1       | 30,03 km | 07:34   | Mikko Hirvonen       | Jarmo Lehtinen     | Ford Focus RS WRC | 16:07.5           | 111,7   | Sébastien Loeb |                |
| WP19                               | Elverum 1     | 13,31 km | 08:35   | Sébastien Loeb       | Daniel Elena       | Citroën C4 WRC    | 06:18.9           | 126,5   | Sébastien Loeb |                |
| WP20                               | Budor 1       | 19,74 km | 09:23   | Mikko Hirvonen       | Jarmo Lehtinen     | Ford Focus RS WRC | 10:12.3           | 116,1   | Sébastien Loeb |                |
| Service Hamar, 10:35 Uhr (30 Min.) |               |          |         |                      |                    |                   |                   |         | Sébastien Loeb |                |
| WP21                               | Våler 2       | 30,03 km | 11:59   | Mikko Hirvonen       | Jarmo Lehtinen     | Ford Focus RS WRC | 16:23.4           | 109,9   | Sébastien Loeb |                |
| WP22                               | Elverum 2     | 13,31 km | 13:00   | Mikko Hirvonen       | Jarmo Lehtinen     | Ford Focus RS WRC | 06:24.6           | 124,6   | Sébastien Loeb |                |
| WP23                               | Budor 2       | 19,74 km | 13:48   | Sébastien Loeb       | Daniel Elena       | Citroën C4 WRC    | 10:24.7           | 113,8   | Sébastien Loeb |                |
| Service Hamar, 14:45 Uhr (10 Min.) |               |          |         |                      |                    |                   |                   |         | Sébastien Loeb |                |

### Gewinner Wertungsprüfungen
| WP                    | Anzahl | Fahrer               | Auto              |
| --------------------- | ------ | -------------------- | ----------------- |
| 3, 9–13, 17, 19, 23   | 9      | Sébastien Loeb       | Citroën C4 WRC    |
| 2, 4, 5, 8, 18, 20–22 | 8      | Mikko Hirvonen       | Ford Focus RS WRC |
| 6, 7                  | 2      | Per-Gunnar Andersson | Škoda Fabia WRC   |
| 15, 16                | 2      | Jari-Matti Latvala   | Ford Focus RS WRC |
| 1                     | 1      | Petter Solberg       | Citroën Xsara WRC |
| 14                    | 1      | Henning Solberg      | Ford Focus RS WRC |

### Fahrer-WM nach der Rallye
| Pos. | Fahrer             | Punkte |
| ---- | ------------------ | ------ |
| 1    | Sébastien Loeb     | 20     |
| 2    | Mikko Hirvonen     | 14     |
| 3    | Dani Sordo         | 12     |
| 4    | Henning Solberg    | 10     |
| 5    | Jari-Matti Latvala | 6      |

### Team-Weltmeisterschaft
| Pos. | Team                | Punkte |
| ---- | ------------------- | ------ |
| 1    | Citroën WRT         | 32     |
| 2    | Ford WRT            | 22     |
| 3    | Stobart WRT         | 16     |
| 4    | Citroën Junior Team | 7      |